# Andy Selva
Andy Selva (sinh ngày 23 tháng 5 năm 1976) là một cựu cầu thủ bóng đá San Marino hiện tại đang là huấn luyện viên trưởng của câu lạc bộ Tre Fiori tại Campionato Sammarinese di Calcio. Trong cả sự nghiệp, anh thi đấu ở vị trí tiền đạo và đã từng là đội trưởng của Đội tuyển bóng đá quốc gia San Marino, kết thúc sự nghiệp của mình với tư cách là cầu thủ nhiều bàn thắng nhất trong lịch sử của đội bóng.

## Sự nghiệp thi đấu

### Chuyên nghiệp
Anh bắt đầu sự nghiệp của mình vào mùa giải 1994–95, chơi ở Eccellenza với A.S. Latina, trong đó anh đã ghi được 5 bàn thắng sau 26 lần ra sân. Mùa giải tiếp theo, anh ghi 10 bàn sau 31 lần ra sân cho Civita Castellana ở Serie D, trước khi chuyển đến Fano (tại Serie C2), nơi anh ở lại cho đến tháng 3 năm 1998, anh đã chơi 32 trận chỉ với một bàn thắng. Năm 1999, Selva chơi với câu lạc bộ tại Serie C2 khác, Catanzaro, ra sân 40 lần, ghi 6 bàn.
Selva quay lại Eccellenza với Tivoli vào năm 1999, anh ghi 15 bàn sau 21 trận, trong khi ở mùa giải tiếp theo, anh chuyển đến San Marino, nơi anh ghi bốn bàn sau 26 lần ra sân. Trong mùa giải 2001–02 chơi ở ba đội khác nhau, anh có ba lần ra sân với San Marino, sau đó là năm lần ra sân với Maceratese ở Serie D, ghi một bàn thắng, và do đó kết thúc mùa giải ở Serie D, với Grosseto (15 lần ra sân và ghi 2 bàn). Anh đã ghi 21 bàn sau 30 trận cho Bellaria trong mùa tiếp theo.
Vào mùa hè năm 2003, anh chuyển đến SPAL 1907, tại đây, trong hai mùa giải ở Serie C1, anh đã chơi 51 trận và ghi được 22 bàn thắng.
Vào giữa năm 2009, anh chuyển đến Hellas Verona nhưng đã bị bán đi sau khi Verona thăng hạng lên Serie B.
Vào tháng 7 năm 2011, anh thử việc tại câu lạc bộ Santarcangelo.

### Giải nghệ
Anh tuyên bố giải nghệ với tư cách là một cầu thủ vào tháng 7 năm 2018.

## Sự nghiệp quốc tế
Selva được sinh ra ở Roma, Ý với bố là người Ý đến từ Lazio và mẹ là người San Marino. Vì vậy, anh có thể đại diện cho cả Ý lẫn San Marino và anh đã chọn đại diện cho San Marino.
Anh ra mắt quốc tế vào ngày 9 tháng 9 năm 1997 trong trận thua 1–4 trước U-21 Thổ Nhĩ Kỳ, và ghi được 1 bàn thắng trong trận đấu đó.
Là một trong số ít những cầu thủ bóng đá chuyên nghiệp trong nước, anh được ca ngợi là một trong những cầu thủ vĩ đại nhất trong lịch sử của đội tuyển quốc gia nước này. Anh đã ra sân 73 lần cho đội tuyển quốc gia và ghi được 8 bàn thắng, trở thành tay săn bàn hàng đầu trong lịch sử của đội. Cho đến năm 2012, anh là cầu thủ duy nhất ghi nhiều hơn một bàn cho San Marino.
Vào ngày 28 tháng 4 năm 2004, Selva trở thành cầu thủ đầu tiên ghi bàn thắng quyết định cho San Marino khi anh ghi bàn thắng duy nhất trong chiến thắng 1–0 trước Liechtenstein. Đó là trận thắng duy nhất mà San Marino giành được cho đến nay, đồng thời là một trong 6 trận đấu chính thức mà San Marino giữ sạch lưới.

## Sự nghiệp huấn luyện viên
Sau khi giải nghệ, anh được bổ nhiệm làm huấn luyện viên trưởng của Đội tuyển bóng đá U-17 quốc gia San Marino vào năm 2018. Vào tháng 2 năm 2020, anh được bổ nhiệm làm huấn luyện viên của câu lạc bộ Pennarossa. Vào ngày 13 tháng 6 năm 2022, anh được bổ nhiệm làm huấn luyện viên trưởng của câu lạc bộ Tre Fiori. Vào ngày 7 tháng 7 năm 2022, anh đã giúp đội bóng giành chiến thắng đầu tiên trên sân khách ở một giải đấu cúp châu Âu (và là trận thắng đầu tiên của bất kỳ đội bóng ở San Marino nào), chiến thắng 1–0 trước Fola Esch. Một tuần sau, Tre Fiori đánh bại Fola Esch 3–1 trong trận lượt về, dẫn đến việc họ lần đầu tiên đủ điều kiện tham dự vòng loại thứ 2 của UEFA Europa Conference League và lần thứ hai duy nhất tiến xa ở một giải đấu tại châu Âu.

## Bàn thắng quốc tế
Tỷ số và kết quả liệt kê bàn thắng đầu tiên của San Marino, cột điểm cho biết điểm số sau mỗi bàn thắng của Selva.
| # | Thời gian            | Địa điểm                                        | Đối thủ              | Ghi bàn | Kết quả | Giải đấu                                     |
| - | -------------------- | ----------------------------------------------- | -------------------- | ------- | ------- | -------------------------------------------- |
| 1 | 10 tháng 10 năm 1998 | Sân vận động San Marino, Serravalle, San Marino | Áo                   | 1–4     | 1–4     | Vòng loại giải vô địch bóng đá châu Âu 2000  |
| 2 | 28 tháng 2 năm 2001  | Sân vận động Nhà vua Baudouin, Bruxelles, Bỉ    | Bỉ                   | 1–10    | 1–10    | Vòng loại Giải vô địch bóng đá thế giới 2002 |
| 3 | 6 tháng 6 năm 2001   | Sân vận động San Marino, Serravalle, San Marino | Bỉ                   | 1–1     | 1–4     | Vòng loại Giải vô địch bóng đá thế giới 2002 |
| 4 | 28 tháng 4 năm 2004  | Sân vận động San Marino, Serravalle, San Marino | Liechtenstein        | 1–0     | 1–0     | Giao hữu                                     |
| 5 | 30 tháng 3 năm 2005  | Sân vận động San Marino, Serravalle, San Marino | Bỉ                   | 1–1     | 1–2     | Vòng loại giải vô địch bóng đá thế giới 2006 |
| 6 | 4 tháng 6 năm 2005   | Sân vận động San Marino, Serravalle, San Marino | Bosna và Hercegovina | 1–2     | 1–3     | Vòng loại giải vô địch bóng đá thế giới 2006 |
| 7 | 17 tháng 10 năm 2007 | Sân vận động San Marino, Serravalle, San Marino | Wales                | 1–2     | 1–2     | Vòng loại giải vô địch bóng đá châu Âu 2008  |
| 8 | 11 tháng 10 năm 2008 | Sân vận động San Marino, Serravalle, San Marino | Slovakia             | 1–2     | 1–3     | Vòng loại giải vô địch bóng đá thế giới 2010 |